# Nadja Regin
Nadja Regin, nom de scène de Nadezda Poderegin (née le 2 décembre 1931 à Niš (royaume de Yougoslavie) et morte le 8 avril 2019,) est une actrice yougoslave puis serbe.

## Biographie
Nadja Regin est diplômée de l'académie des arts dramatiques de Belgrade et de la faculté de philosophie de l'université de Belgrade. À la fin des années 1940 et au début des années 1950, en même temps que ses études, Nadja Poderegin apparaît sous son vrai nom dans trois films produits en Yougoslavie. Dans le film Das Haus an der Küste, une production germano-yougoslave en 1953, elle apparaît pour la première fois sous le nom de Nadja Regin et conserve désormais ce nom de scène.
Elle devient connue en jouant dans deux des films de James Bond : Bons baisers de Russie en 1963 dans le rôle de la maîtresse de Kerim et une petite figuration dans le pré-générique de Goldfinger en 1964. Peu de temps après, on la voit dans le thriller néo-zélandais Runaway (en), film de 1964, qui est son dernier film. Elle joue ensuite uniquement dans des séries télévisées : Chapeau melon et bottes de cuir, Destination Danger, Le Saint, Dixon of Dock Green...
Elle se retire complètement du métier d'actrice en 1968. Dans les années 1970, elle lit des scénarios de films pour la production cinématographique, y compris pour Rank Films et Hammer Films. En 1980, elle et sa sœur Jelena fondent Honeyglen Publishing Ltd, une petite maison d'édition spécialisée dans la philosophie de l'histoire, les belles lettres, la biographie et quelques fictions.
Elle se consacre à l'écriture. Son roman anglophone, The Victims and the Fools, paraît comme un livre numérique sous le nom de Nadja Poderegin. Elle écrit une histoire pour enfants, The Puppet Planet, et ses mémoires intitulés Recollections.

## Filmographie
- 1949 : Prica o fabrici
- 1950 : Cudotvorni mac
- 1952 : Frosina
- 1954 : Das Haus an der Küste
- 1954 : Docteur pour femmes
- 1955 : Esalon doktora M.
- 1955 : Du mein stilles Tal
- 1955 : Der Frontgockel
- 1957 : The Man Without a Body (en)
- 1957 : Die Unschuld vom Lande
- 1957 : Au revoir Franziska
- 1957 : Es wird alles wieder gut
- 1959 : Don't Panic Chaps! (en)
- 1960 : Wir wollen niemals auseinandergehen
- 1961 : Blond muß man sein auf Capri (de)
- 1962 : Number Six
- 1962 : The Fur Collar (en)
- 1962 : Strangehold
- 1962 : Solo for Sparrow
- 1963 : Bons baisers de Russie
- 1964 : Goldfinger
- 1964 : Runaway (en)